# Pietro Valier
Pietro Valier (né en 1574 à Venise, alors capitale de la république de Venise et mort le 9 avril 1629 à Padoue) est un cardinal italien du XVIIe siècle. 
Il est un petit-neveu du cardinal Bernardo Navagero (1561) et un neveu du cardinal Agostino Valier (1583).

## Biographie

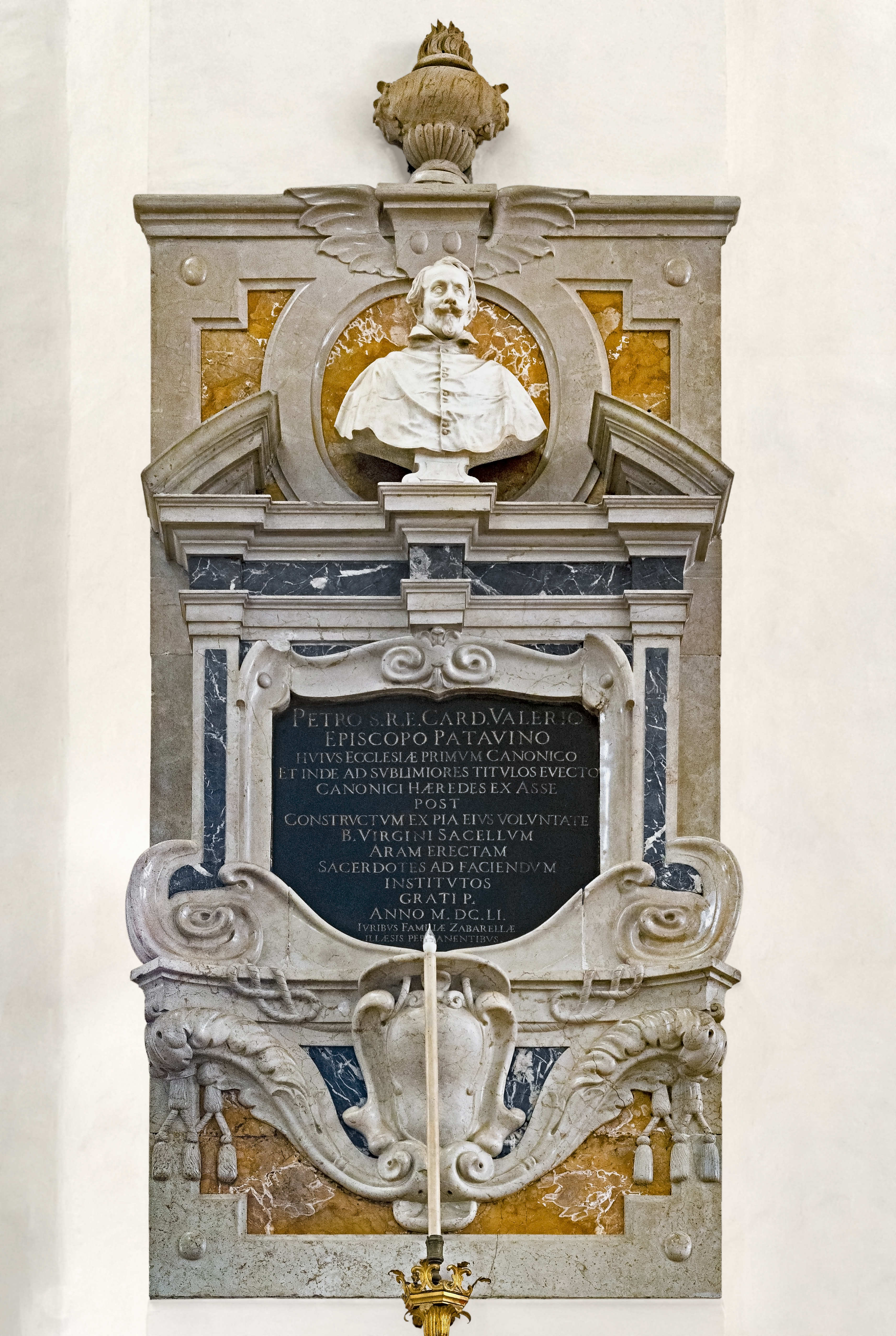
Monument dans le Dôme de Padoue.

Pietro Valier exerce des fonctions au Tribunal suprême de la Signature apostolique et est gouverneur de San Severino (1609), gouverneur de Todi (1610) et gouverneur d'Orvieto (1610-1614).
Il est nommé archevêque titulaire de Famagouste (de) en 1611 et gouverneur de Spolète et archevêque de Crète en 1620. 
Le pape Paul V le crée cardinal lors du consistoire du 11 janvier 1621. Le cardinal Valier est transféré au diocèse de Ceneda en 1623 et à celui de Padoue en 1625.
Il participe au conclave de 1621, lors duquel le pape Grégoire XV est élu et à celui de 1623 (élection d'Urbain III).